# Michael Wolffsohn

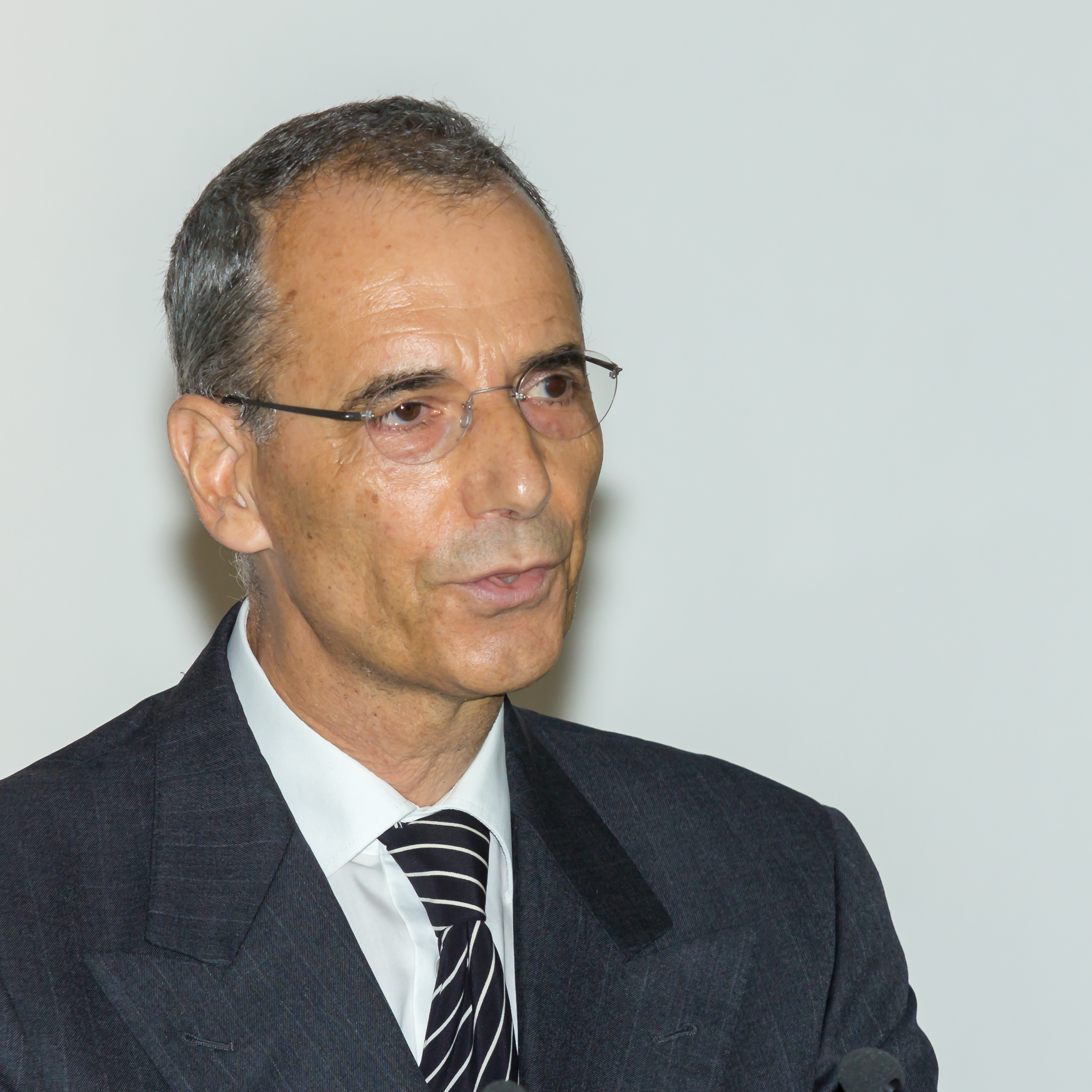
Michael Wolfsohn, 2015

Michael Wolffsohn (nascido a 17 de Maio de 1947 em Tel-Aviv) é um historiador e cientista político israelo-alemão. É actualmente professor de história moderna na Universidade da Bundeswehr (Universität der Bundeswehr) em Munique.